# Valeriodoce Esporte Clube
Il Valeriodoce Esporte Clube, noto anche semplicemente come Valeriodoce, è una società calcistica brasiliana con sede nella città di Itabira, nello stato del Minas Gerais.

## Storia
Il club è stato fondato il 22 novembre 1942. Ha partecipato al Campeonato Brasileiro Série B nel 1988 e nel 1989 e al Campeonato Brasileiro Série C nel 1994 e nel 1995.